# ダンスダンス
ダンスダンスは、1995年1月に大一商会が開発、発売した女性ダンサーを主人公とした現金機デジパチ。後継機として『ラブリーレミ!』シリーズが発売された。

## 特徴
- 女性ダンサーがブルー、ゴールド、グリーンのコスチュームで止まれば確率変動、ピンクで通常大当たりとなる趣向（ダンスダンス2）。
- リーチが表面上の図柄配置の理論上の値と同じ、1/13の確率でかかるよう設計されている。
- スペックの異なる3つのタイプがあるが、大当たりの後で1/3の確変抽選される2が人気でほとんどのホールがこのスペックであった。一番確率の甘い3は無制限営業用。
- 抽選図柄と図柄の上で踊るダンサー（レミ）のポーズが連動しており、数字とともにポーズを変えるキャラクターが人気であった。なお、中央図柄のみハズレの絵柄（音符、クローバー、ダイヤ、スペード、ハート）があるためポーズも18図柄と多くなっている。
- 当時の現金確変機（1/3で小デジのみ確変突入、次回まで継続）においてはほとんどが確変図柄の大当たり出玉を少なくしていたのに対し、どの図柄でも16Rあるなど随一の甘いスペックである。
- また、大当たり確率が確変時にも変わらないゆえに小デジ当たりによるチューリップで出玉を増やすことができるなど攻略要素も大きかった。チューリップの開閉タイミングが一定であったため、盤面のランプを見ながら止め打ちを行うことで確変ハマリ時には絶大な玉増え性能を持つ。逆にそのためにホールにおける釘は全般的に渋い場合が多かった。

## スペック
- 『ダンスダンス2』
  - 大当たり確率 設定1 1/241（メーカー発表）
  - 大当たり図柄「0～9、J、Q、K」（×3種類）
  - 確率変動 大当たり時「☆」が3つ表示（ブルー、ゴールド、グリーンのコスチュームで停止）で確率変動
  - 確率変動 1/3、次回まで
  - リミッターなし
  - 賞球数 7&15 大当たり16R10C（1R29.5秒開放）
- 『ダンスダンス』
  - 大当たり確率 設定1 1/239
  - 大当たり図柄「0～9、J、Q、K」
  - 確率変動 大当たり時「1、3、5、7」で確率変動
  - 確率変動 4/13、次回まで
  - リミッターなし
  - 賞球数 7&15 大当たり16R10C
- 『ダンスダンス3』
  - 大当たり確率 設定1 1/181
  - 大当たり図柄「0～9、J、Q、K」
  - 確率変動 2回ワンセット
  - 確率変動 13/13
  - 賞球数 6&13 大当たり12R10C

## 関連商品
- 『必殺パチンココレクション3』（サンソフト、1995年11月2日、スーパーファミコン用ゲームソフト）
- 『必殺パチンココレクション』（サンソフト、1995年11月2日、セガサターン用ゲームソフト）
- 『必殺パチンコステーション』（サンソフト、1996年9月13日、プレイステーション用ゲームソフト）